# Skoczów (stacja kolejowa)
Skoczów – stacja kolejowa w Skoczowie, w województwie śląskim, w Polsce. Znajduje się na wysokości 288 m n.p.m.

## Ruch pasażerski
| Rok  | Wymiana pasażerska na dobę |
| ---- | -------------------------- |
| 2017 | 300-499                    |
| 2022 | 200-299                    |

## Historia
Stacja kolejowa w Skoczowie została otwarta w 1888 roku, gdy znalazła się w trasie Kolei Miast Morawsko-Śląskich łączącej Morawy i Śląsk Cieszyński. Wybudowano dwukondygnacyjny budynek dworcowy z budynkiem mieszkalnym dla pracowników kolei, charakterystyczny dla budowanych ówcześnie dworców austriackich. Do budynku dworca poprowadzono reprezentacyjną ulicę.
Na stacji kolejowej została wybudowana wieża ciśnień i postawiony żuraw wodny do nawadniania parowozów. W związku z uruchomieniem 14 maja 1927 roku linii kolejowej ze Skoczowa przez Chybie do Pawłowic stacja kolejowa została przebudowana, dobudowano tory ładunkowe oraz rampę. Wieża ciśnień została zniszczona podczas II wojny światowej przez wojska niemieckie, do czasu odbudowy parowozy nawadniano wodą z rzeki Wisły w okolicy mostu kolejowego. Od stacji kolejowej odchodziła łukiem w kierunku południowym bocznica kolejowa do odlewni żeliwa (obecny Teksid). W 1968 roku Kieleckie Przedsiębiorstwo Robót Mostowych wybudowało przejście nadziemne nad torami, głównie dla pracowników odlewni. Kładka została zdemontowana w listopadzie 2016 roku, a w późniejszych latach rozebrana, podczas trwających starań o remont szlaku Chybie-Goleszów-Wisła/Cieszyn. W roku 2024, pomimo szeroko zakrojonego remontów infrastruktury kolejowej na Śląsku Cieszyńskim, zarządca infrastruktury nadal nie stworzył bezpiecznej drogi dla podróżnych i pieszych z części Skoczowa na południe od stacji - w jej okolicach funkcjonują często uczęszczane, uciążliwe i niebezpieczne „dzikie przejścia” przez tory.
W okresie elektryfikacji kolei na Śląsku Cieszyńskim wybudowano w Skoczowie wąskie perony z płyt betonowych.
Na potrzeby budowy osiedla bloków mieszkaniowych, w sąsiedniej dzielnicy Górny Bór, wybudowano bocznicę do betoniarni z torem wyciągowym, biegnącą w kierunku zachodnim, równolegle do trasy w kierunku Goleszowa.
Poza obrębem stacji (jako nastawcze posterunki ruchu podległe skoczowskiej nastawni) znajdowały się także bocznica do skoczowskiej ciepłowni oraz bocznica do kuźni skoczowskiej (rozebrane lub rozkradzione do 2. dekady XXI wieku).
W dniu 10 stycznia 2009 roku zawieszono kursowanie pociągów relacji Cieszyn – Bielsko Biała Główna, w związku z czym ruch na stacji się zmniejszył. Po zamknięciu kas biletowych 28. października 2009 roku (oraz poczekalni) budynek był pozbawiony opieki i systematycznie dewastowany.
Za stacją, w kierunku Pogórza i Pierśćca, położony jest most kolejowy na rzece Wiśle, którego konstrukcja pochodziła z 1953 roku. Pierwotny most kolejowy został wyprodukowany w 1888 roku w Zakładzie Budowy Mostów przy Arcyksiążęcej Fabryce Budowy Maszyn w Ustroniu.
Do Skoczowa kursował pociąg zdawczo-manewrowy z Zabrzegu, z transportami materiałów opałowych na platformach i w węglarkac, prowadzony przez lokomotywę SM42, dawniej dojeżdżał do Goleszowa i okazjonalnie do Ustronia.
Ze stacji wiodą szlaki turystyczne na Łazek oraz Równicę. Stacja jest obsługiwana przez samorządową spółkę Koleje Śląskie od 1 czerwca 2012, kiedy spółka ta przejęła obsługę kierunku od Przewozów Regionalnych. Rozważane było nieodpłatne przekazane samorządowi budynku dworca kolejowego.
Na przełomie 2. i 3. dekady XXI wieku stacja w Skoczowie przeszła remont, układ torowy został zredukowany, jednak pozostawione zostały tor bocznicowy w pobliże składu materiałów budowlanych i opału oraz bocznica do odlewni.